# Драшко Видовић
Драшко Видовић (Градишка, 12. март 1980 — Градишка, 12. новембар 2022) био је босанскохерцеговачки и српски глумац познат по улогама 32. децембар, Месо и Градишки прото.

## Биографија
Рођен је 12. марта 1980. у Градишки где је завршио гимназију 1999. године. Дипломирао је 2004. на Академији уметности Универзитета у Бањој Луци.
Године 2007. је основао Градско позориште Градишка. У позоришту је глумио у представама Наочаре Елтона Џона, До посљедњег даха, Неке Девојке, Луда Лова, Гаврило, Омер Паша Латас, Хамлет и Ајдуци су међу нама. Познат је по улогама у филмовима Неподобан за сва времена и 32. децембар и реклами за „Нектар пиво”. Био је волонтер у школском одбору Гимназије Градишка чији је био ученик и организатор и модератор културних манифестација значајних за општину Градишка.
Написао је сценарио за три епизоде ТВ серије Учитељ у ланцима и ТВ филм Градишки прото.
Преминуо је 12. новембра 2022. године у Градишки, после дуге и тешке болести.

## Филмографија
| Год.       | Назив                    | Улога          |
| ---------- | ------------------------ | -------------- |
| 2000-е     |                          |                |
| 2007.      | Непогодан за сва времена | Капић          |
| 2009.      | 32. децембар             | Драшко         |
| 2010-е     |                          |                |
| 2017.      | Месо                     | полицајац 1    |
| 2018.      | Градишки прото           | усташа Целић   |
| 2019—2020. | Добро јутро, комшија     | Медени         |
| 2020-е     |                          |                |
| 2020.      | Хотел Балкан             | партизан II    |
| 2020.      | Учитељ у ланцима         | адвокат Цислер |
| 2021.      | Код Веље                 | Лека           |